# Tropas Ferroviárias da Federação da Rússia
As Tropas Ferroviárias da Federação da Rússia (em russo: Железнодорожные войска Российской Федерации [ЖДВ]; tr. Zheleznodorozhnye voyska Rossiyskoy Federatsii, ZhDV) são uma divisão especial dentro da Logística das Forças Armadas da Federação da Rússia (de 2005 a 2010 integradas ao Serviço de Traseiras das Forças Armadas), fazendo parte do sistema de defesa e segurança nacional.
As Tropas Ferroviárias da Rússia são responsáveis pelo apoio logístico ferroviário: construção, preparação, recuperação e bloqueio de infraestruturas ferroviárias para impedir o uso pelo inimigo.
As primeiras unidades de tropas ferroviárias no mundo foram criadas na Rússia em 1851, dentro do Corpo de Engenharia do Exército Imperial Russo.

## História

### Império Russo

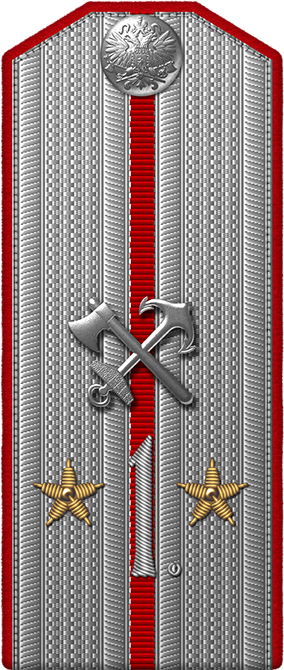
Platina de subtenente do 1.º Regimento Ferroviário, 1914.

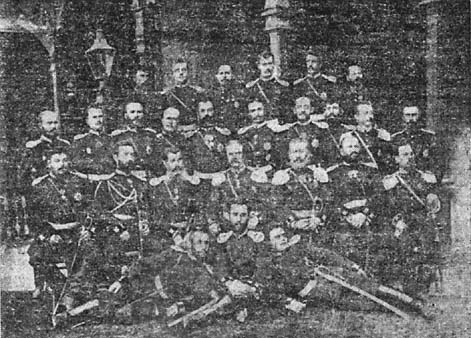
Um grupo de oficiais do 2.º Batalhão Ferroviário Transcaspiano no Dia do Batalhão, Mary, 15 de maio de 1894

As Tropas Ferroviárias da Rússia foram criadas pela primeira vez em 6 (18) de agosto de 1851, por ordem do imperador Nicolau I. Conforme o regulamento aprovado sobre a administração da Estrada de Ferro São Petersburgo–Moscou, foram formadas:
- 14 companhias militares de trabalho independentes
- 2 companhias de condutores
- 1 companhia telegráfica

O efetivo total era de 4.340 militares. A missão inicial dessas unidades era manter as vias férreas, passagens e pontes em boas condições, além de garantir sua segurança.
Com o tempo, começaram a ser organizadas brigadas ferroviárias de construção, e em 1866 foi elaborado o regulamento sobre "tropas ferroviárias em teatros de operações militares".
Desde sua criação formal em 1870, as unidades ferroviárias passaram a integrar as tropas de engenharia — primeiro como equipes, depois, a partir de 1876, como batalhões ferroviários.
O batismo de fogo das tropas ferroviárias russas foi na Guerra Russo-Turca. Durante a concentração de tropas na Romênia, o 3.º Batalhão Ferroviário garantiu o transporte logístico, sendo posteriormente reforçado por mais dois batalhões, uma companhia mista e várias unidades destacadas. Os soldados dessas tropas asseguraram o abastecimento das forças russas por trechos ferroviários construídos por eles próprios, como Bender–Galați (303 km) e Frățești–Zimnicea (90 km), além de outros menores. Em um ano de guerra, transportaram centenas de milhares de soldados e dezenas de milhões de libras de carga.
Entre 1880 e 1891, foi construída a Estrada de Ferro Militar Transcaspiana.
As tropas ferroviárias permaneceram subordinadas ao corpo de engenharia até 1908, quando foram destacadas como uma categoria independente sob o comando do Serviço de Comunicações Militares (VOSO) do Estado-Maior.

Durante a Primeira Guerra Mundial, essas tropas construíram cerca de 300 km de ferrovias de bitola larga, até 4.000 km de bitola estreita, e restauraram mais de 4.600 km de trilhos e quase 5.000 km de linhas telefônicas e telegráficas ferroviárias.

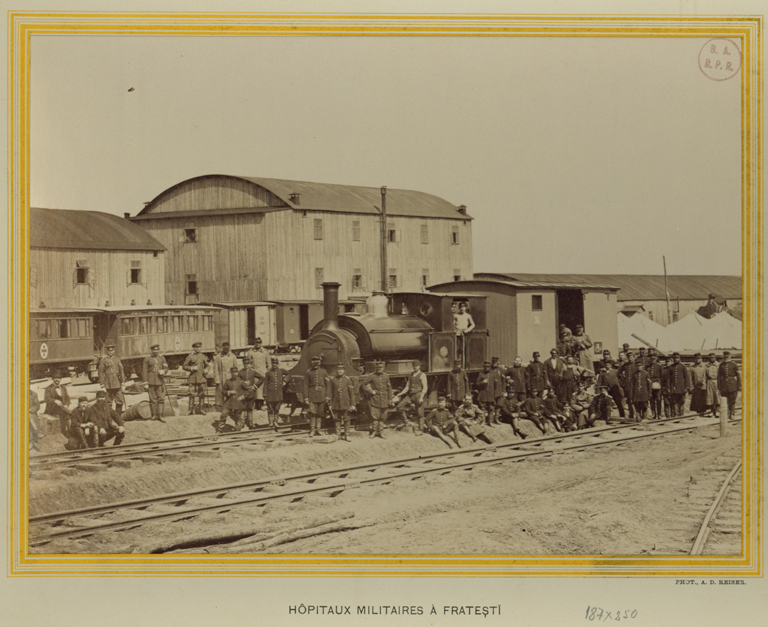
Construção da ferrovia Bucareste–Zimnicea, pelas tropas ferroviárias (ZhDCh) do Exército Imperial Russo.
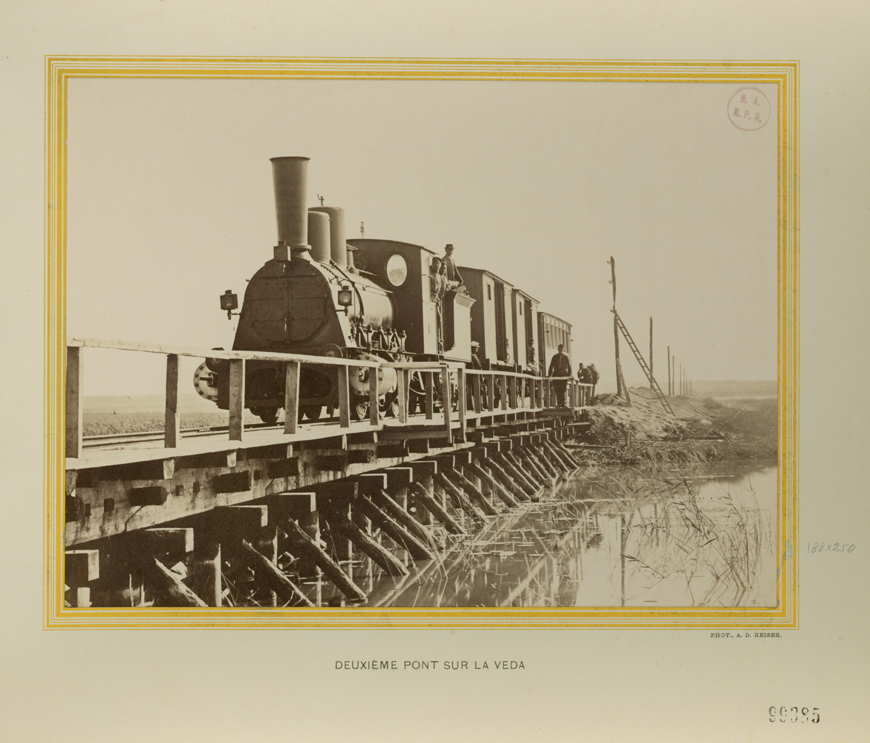
Construção da ferrovia Bucareste–Zimnicea, pelas tropas ferroviárias (ZhDCh) do Exército Imperial Russo.
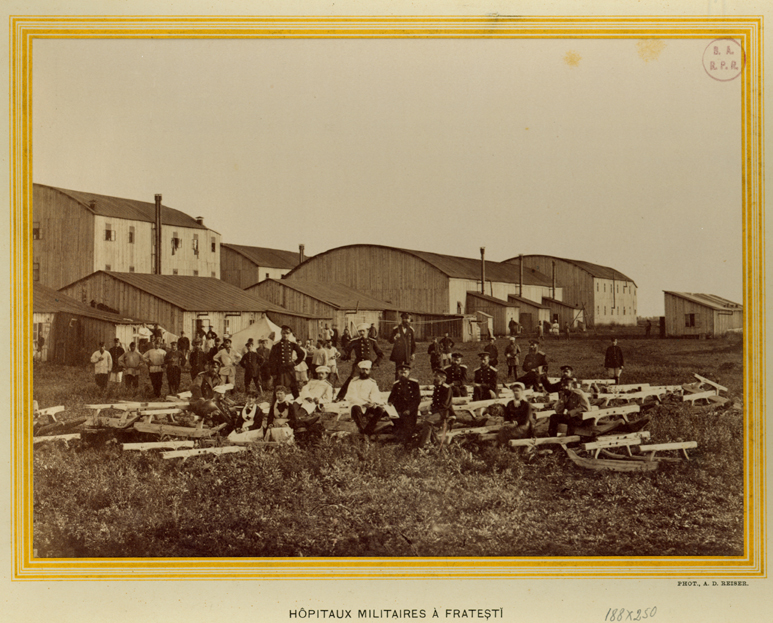
Construção da ferrovia Bucareste–Zimnicea, pelas tropas ferroviárias (ZhDCh) do Exército Imperial Russo.
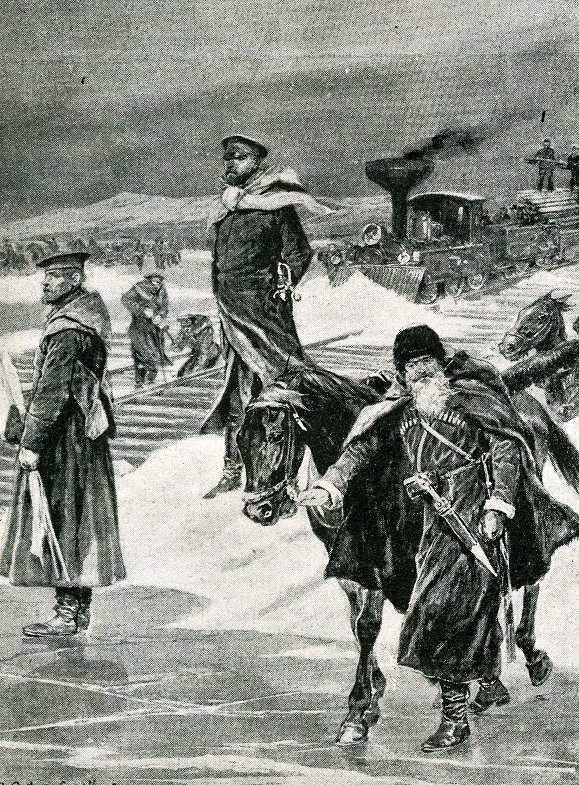
Construção de via férrea. Trem militar do Exército Imperial Russo na Ásia, ilustração da revista "Patriot", 6 de março de 1904.
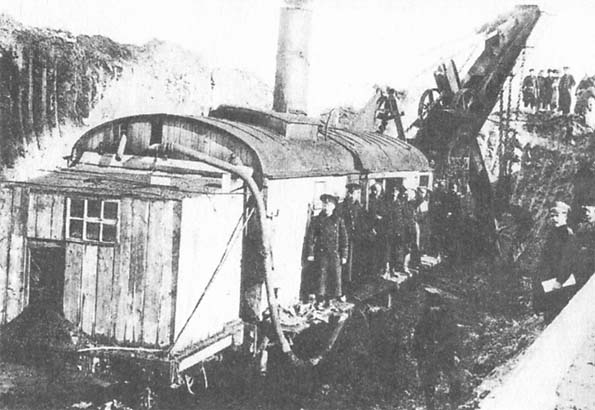
Execução de obras de terraplanagem pelas tropas ferroviárias utilizando escavadora a vapor, janeiro de 1915.

### Patentes
| Descrição              | Patentes do 1.º Batalhão Ferroviário de Ussuri (1904-1909) | Patentes do 1.º Batalhão Ferroviário de Ussuri (1904-1909) | Patentes do 1.º Batalhão Ferroviário de Ussuri (1904-1909) | Patentes do 1.º Batalhão Ferroviário de Ussuri (1904-1909) | Patentes do 1.º Batalhão Ferroviário de Ussuri (1904-1909) | Patentes do 1.º Batalhão Ferroviário de Ussuri (1904-1909) | Patentes do 1.º Batalhão Ferroviário de Ussuri (1904-1909) |
| ---------------------- | ---------------------------------------------------------- | ---------------------------------------------------------- | ---------------------------------------------------------- | ---------------------------------------------------------- | ---------------------------------------------------------- | ---------------------------------------------------------- | ---------------------------------------------------------- |
|                        |                                                            |                                                            |                                                            |                                                            |                                                            |                                                            |                                                            |
| Alças de ombro         |                                                            |                                                            |                                                            |                                                            |                                                            |                                                            |                                                            |
|                        |                                                            |                                                            |                                                            |                                                            |                                                            |                                                            |                                                            |
| Classificação / título | Coronel                                                    | Tenente-coronel                                            | Capitão                                                    | Capitão-tenente                                            | Tenente                                                    | Segundo-tenente                                            | Suboficial                                                 |
| Grupo                  | Oficiais de Estado-Maior                                   | Oficiais de Estado-Maior                                   | Oficias chefes                                             | Oficias chefes                                             | Oficias chefes                                             | Oficias chefes                                             | Oficias chefes                                             |

| Alças de ombro         |                            |                            |                            |          |          |
| Classificação / título | Sargento sênior            | Sargento                   | Sargento júnior            | Cabo     | Soldado  |
| Grupo                  | Oficiais não comissionados | Oficiais não comissionados | Oficiais não comissionados | Soldados | Soldados |

### Período soviético
Durante a Guerra Civil Russa (1918–1921), as tropas ferroviárias restauraram e colocaram em operação 22.000 km de ferrovias e reconstruíram 3.169 pontes ferroviárias.
Em 1926, militares do Corpo Independente de Tropas Ferroviárias do Exército Vermelho iniciaram o reconhecimento topográfico da futura ferrovia Baikal-Amur (BAM). Essas tropas também apoiaram as operações militares nos conflitos da KVZhD (1929), no lago Khasan (1938) e no rio Khalkhin Gol (1939).
Em 1935, o marechal soviético Vasily Blyukher lamentou em reunião do alto comando que, no Extremo Oriente:

...a preparação de nossas tropas ferroviárias e dos ferroviários em geral, assim como a restauração das ferrovias, é totalmente inadequada. É o ramo mais conservador e atrasado do exército...
Apesar disso, em 1939, durante a ofensiva em Khalkhin-Gol, foi construída em 76 dias uma ferrovia de 324 km entre Borzya e Bayan-Tumen, atravessando terreno desértico e estepe. No ano seguinte, na Guerra de Inverno contra a Finlândia, as tropas ferroviárias construíram, em apenas 47 dias e sob clima severo, uma ferrovia de 132 km entre Petrozavodsk e Suoyarvi.
Durante a Grande Guerra Patriótica, as tropas ferroviárias e unidades especiais do Comissariado do Povo para as Ferrovias da URSS restauraram:
- 81.332 km de trilhos principais
- 6.901 km de trilhos secundários
- 29.041 km de trilhos em estações
- 76.984 desvios
- 2.720 km de ferrovias de bitola estreita
- 73.456 km de linhas de comunicação
- 7.990 estações e entroncamentos
- 2.345 estações de abastecimento de água, além de diversas outras infraestruturas

Em 28 de abril de 1942, a 28.ª Brigada Ferroviária Independente foi transformada na 1.ª Brigada Ferroviária de Guardas por sua bravura, disciplina e eficácia contra os invasores nazistas.
Entre 1946 e 1950, foram realizados:
- 37 milhões de m³ de escavações
- 6.230 km de trilhos colocados
- 2.632 pontes, 227 depósitos de locomotivas e 57 estações reconstruídas (incluindo a estação de Sochi)
- 437.000 m² de moradias construídas

Em 21 de março de 1989, por decreto do Presidium do Soviete Supremo da URSS, as tropas ferroviárias foram retiradas das Forças Armadas Soviéticas, junto com as tropas de fronteira da KGB e as tropas internas do Ministério do Interior. Elas só voltariam às Forças Armadas no período federal, em 2005.

### Período moderno
Com o colapso da URSS e o subsequente processo de divisão das Forças Armadas Soviéticas, foi emitido em 18 de abril de 1992 o Decreto Presidencial da Federação da Rússia nº 392 "Sobre as Tropas Ferroviárias da Federação da Rússia". Conforme esse decreto, o Departamento Principal das Tropas Ferroviárias, bem como as formações, unidades, instituições, centros de ensino militar e empresas das Tropas Ferroviárias localizadas no território russo, passaram para a jurisdição da Federação da Rússia. Com base nessas unidades, foram formadas as Tropas Ferroviárias da Federação da Rússia e, no lugar do antigo Departamento Principal, foi criado o Departamento Principal das Tropas Ferroviárias junto ao Ministério da Arquitetura, Construção e Habitação-Comunidade da Federação da Rússia.
Posteriormente, o Decreto Presidencial nº 1148 de 30 de setembro de 1992 "Sobre a estrutura dos órgãos centrais do poder executivo federal" reorganizou esse órgão no Departamento Federal das Tropas Ferroviárias junto ao Ministério dos Transportes Ferroviários da Federação da Rússia.
Em 7 de agosto de 1995, entrou em vigor a Lei Federal nº 126-FZ, de 5 de agosto de 1995, "Sobre as Tropas Ferroviárias da Federação da Rússia". Pelo Decreto Presidencial nº 903 de 7 de setembro de 1995, o Departamento Federal foi transformado no Serviço Federal das Tropas Ferroviárias da Federação da Rússia (FSZhV da Rússia).
Por decreto do Presidente da Federação da Rússia nº 314, de 9 de março de 2004, “Sobre o sistema e a estrutura dos órgãos federais do poder executivo”, foi extinto o Serviço Federal das Tropas Ferroviárias da Federação da Rússia, com suas funções sendo transferidas ao Ministério da Defesa da Rússia. As disposições desse decreto relativas às tropas ferroviárias entraram em vigor com a promulgação da Lei Federal nº 58-FZ de 29 de junho de 2004.
Com a conclusão do processo de dissolução do Serviço Federal e a incorporação de suas unidades ao Ministério da Defesa, no início de 2005 as Tropas Ferroviárias passaram a integrar oficialmente as Forças Armadas da Federação da Rússia, subordinadas ao Comando Logístico do Exército. Foi criado o Comando das Tropas Ferroviárias das Forças Armadas Russas.
Durante a reforma do sistema logístico das Forças Armadas em 2010, esse comando foi transformado no Departamento Principal do Chefe das Tropas Ferroviárias, dentro da nova estrutura de Suporte Técnico-Material das Forças Armadas (MTO VS RF).
As tropas ferroviárias russas têm atuado diversas vezes na reconstrução de vias e pontes destruídas em conflitos no exterior, como ocorreu na Abecásia em 2008. Desde a primavera de 2015, estão construindo uma ferrovia de duas vias eletrificada no trecho Zhuravka – Millerovo, contornando a Ucrânia.
Além disso, também participam de operações de resposta a desastres e emergências.
Na primavera de 2021, o Ministério da Defesa da Rússia anunciou o envio de unidades das Tropas Ferroviárias para atuarem na construção de infraestruturas no trecho oriental da Ferrovia Baikal-Amur. O principal motivo foi a escassez de recursos em mecanização de obras e a falta de engenheiros e trabalhadores qualificados na região do chamado "Polígono Oriental". 
No final de 2020, o setor ferroviário voltou a discutir a possível transferência das competências da RZhD (Ferrovias Russas) em construção e modernização para outra entidade autorizada — uma ideia que surgia ocasionalmente, mas sempre perdia força. As causas por trás disso continuam ambíguas: seria disputa por contratos ou, de fato, tentativa de tornar a gestão mais eficiente?
A proposta de recriar um “Mintransstroi 2.0” (um antigo ministério soviético de construção de transportes) é frequentemente atribuída apenas à falta de financiamento do plano de investimentos do Polígono Oriental, o que muitos consideram uma explicação superficial. A questão mais urgente — a carência de mão de obra e equipamentos no Leste — continua não resolvida.
Já no início de 2019, o Tribunal de Contas da Rússia apontava atrasos nas obras da linha sul-siberiana Mejdurechensk–Tayshet, com 13 de 22 obras prorrogadas de 2016 para 2020, e 12,5 bilhões de rublos ainda não utilizados. Um exemplo é a reforma do viaduto de Kozinsky, na ferrovia de Krasnoyarsk, que deveria ter sido concluída em 2017, mas se arrastou até dezembro de 2020.
Diante dessa situação, discutiu-se a mobilização das Tropas Ferroviárias, especialmente após a RZhD informar em 2020 que faltavam 5 mil trabalhadores para as obras do Transiberiano e do BAM, além dos 9,3 mil já empregados. Esse mesmo argumento — evitar a dispersão de recursos técnicos e humanos — foi determinante para congelar temporariamente o projeto do Corredor Norte-Siberiano, no Ártico.

### Insígnia

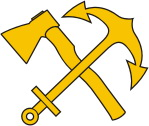
Emblema de gola das Tropas Ferroviárias do Exército Vermelho, modelo de 1922.
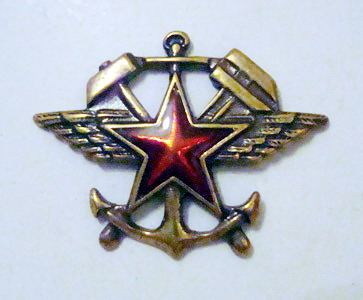
Emblema das Tropas Ferroviárias e do VOSO da URSS e da Federação da Rússia (1936–1998)
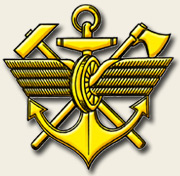
Emblema das Tropas Ferroviárias do FSZhV da Rússia e das Forças Armadas da FR (1998–2007)
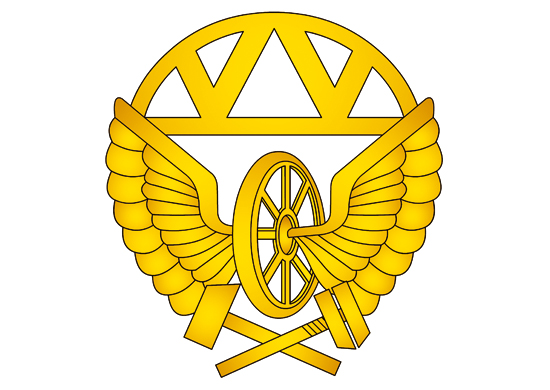
Emblema de gola atual das Tropas Ferroviárias das Forças Armadas da Federação da Rússia

## Composição

### Período imperial
- 1.ª Brigada Ferroviária
- 2.ª Brigada Ferroviária
- 3.ª Brigada Ferroviária
- 5.ª Brigada Ferroviária
- 6.ª Brigada Ferroviária

- 9.ª Brigada Ferroviária
- Brigada Ferroviária de Fronteira do Transamur
- Brigada Ferroviária do Cáucaso
- Brigada Ferroviária do Turquestão
- 1.ª Brigada Ferroviária de Parque
- 2.ª Brigada Ferroviária de Parque
- 3.ª Brigada Ferroviária de Parque
- 1.ª Brigada de Parque Hipoferroviária do Cáucaso
- 3.ª Brigada de Parque Hipoferroviária da Sibéria

#### Unidade especial imperial
- Regimento Ferroviário Pessoal de Sua Majestade Imperial — unidade da guarda do exército imperial russo, responsável pelas viagens ferroviárias da família imperial, bem como pela segurança do trem e da linha férrea do czar.

#### Batalhões Ferroviários
- 1.º ao 18.º, 20.º ao 22.º, 24.º ao 26.º, 27.º (batalhão de instrução separado), Batalhão Ferroviário Combinado

#### Batalhões Ferroviários Regionais
- 1.º ao 4.º Batalhão Ferroviário do Transamur
- 6.º Batalhão Ferroviário do Transamur
- 1.º e 2.º Batalhão Ferroviário do Transcáspio
- 2.º Batalhão Ferroviário do Cáucaso
- 1.º ao 5.º Batalhão Ferroviário da Sibéria
- 1.º Batalhão Ferroviário do Ussuri

#### Outros tipos
- 1.º e 2.º Batalhão Ferroviário com Locomotivas Diesel (Separado)
- 1.º e 10.º Batalhão Hipoferroviário
- 6.º Batalhão Ferroviário de Bitola Estreita do Exército
- Batalhão Hipoferroviário de Bitola Estreita (Separado)
- 1.º, 3.º, 4.º e 5.º Batalhão Ferroviário de Operários
- Batalhão Ferroviário de Guarda de Irkutsk

#### Companhias de Campo Ferroviárias
- 2.ª Companhia Ferroviária de Campo
- Companhia Ferroviária de Campo de Kushka

#### Parques Ferroviários de Campo
- 1.º ao 6.º Parque Central de Estradas de Ferro de Campo (hipomotriz ou a vapor)
- Parque Central do Cáucaso (hipomotriz e a vapor)
- Parque Ferroviário de Campo da Frente Romena
- Administração das Companhias Ferroviárias de Parque de Baranovichi

#### Unidades de Operação Ferroviária
- 1.ª e 3.ª Brigadas de Operações Ferroviárias
- 1.º ao 4.º, 6.º, 7.º, 10.º e 12.º Batalhões de Operação Ferroviária

#### Formação
- Escola de Oficiais Ferroviários (final dos anos 1890 até 1908), junto à ferrovia da Ásia Central
- Curso de oficiais junto à Escola Técnica Ferroviária de Ashkhabad

### Período soviético

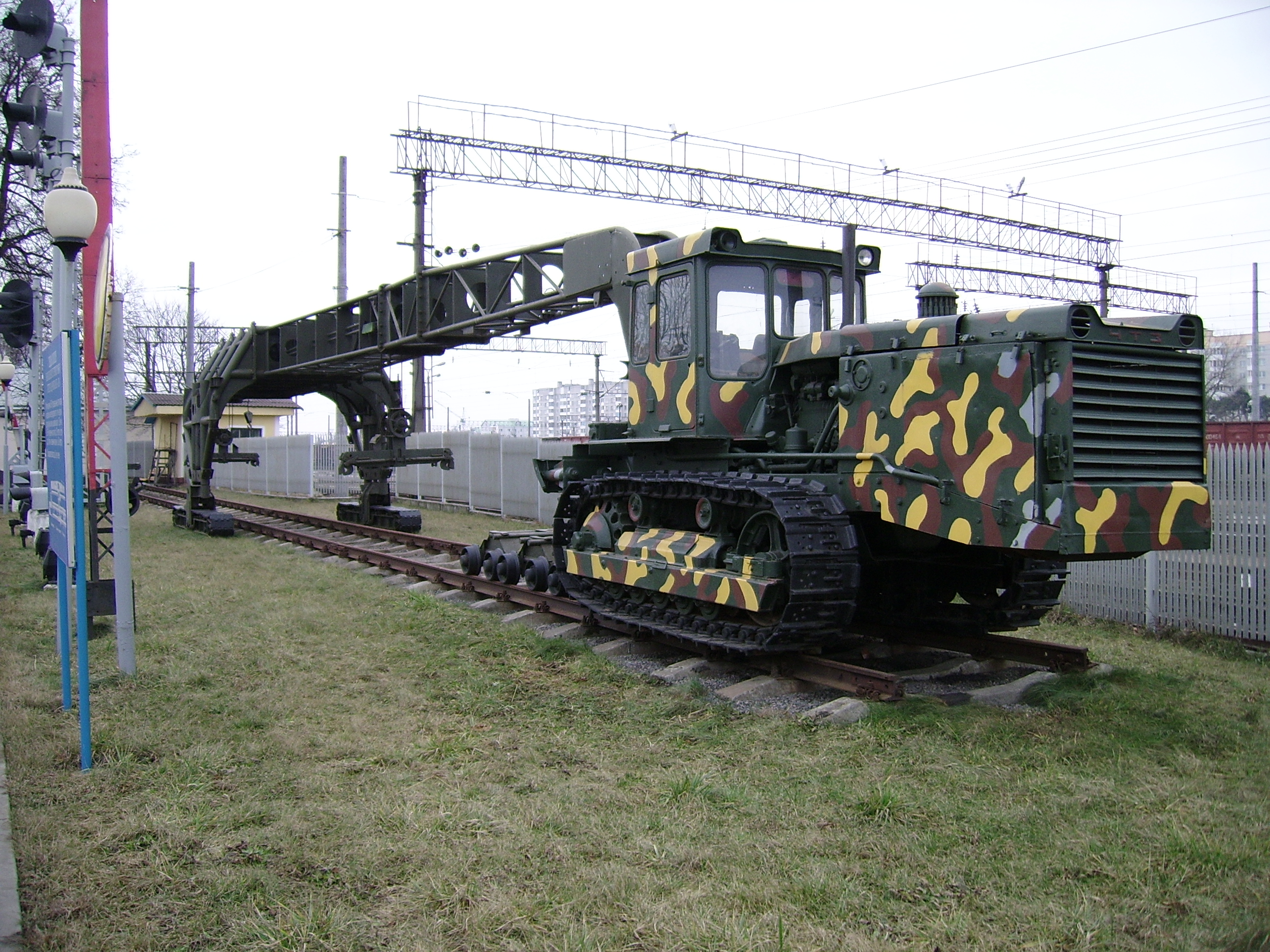
O assentador de trilhos PB-3M das tropas ferroviárias das Forças Armadas da URSS, produzido em série desde 1971 (exposto na mostra de equipamentos das tropas ferroviárias no Museu de Técnica Ferroviária de Baranovichi).

Nas Forças Armadas da URSS, no início da década de 1990, existiam quatro corpos ferroviários (ЖДК), dois dos quais participaram da construção da BAM:
- 35.º Corpo Ferroviário (com sede em Tynda);
- 1.º Corpo Ferroviário (com sede em Chegdomyn);
- 4.º Corpo Ferroviário (com sede em Sverdlovsk);
- 2.º Corpo Ferroviário (com sede em Kiev).

Estava em formação o 76.º Corpo Ferroviário (comando em Volgogrado).
Também existia a Escola Superior Ferroviária de Tropas e Comunicações Militares de Leningrado M. V. Frunze (ЛВУ ЖДВ и ВОСО), responsável por formar oficiais para as tropas ferroviárias e os órgãos de comunicações militares.

### Período moderno

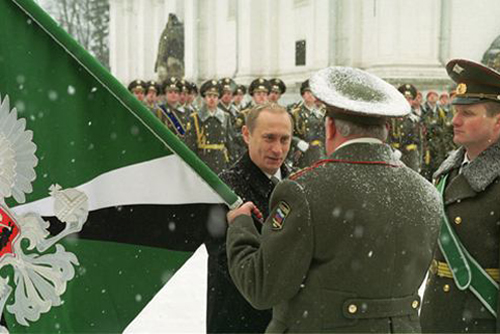
Apresentação da bandeira das Tropas Ferroviárias Russas ao Diretor do Serviço Federal das Tropas Ferroviárias Russas – Comandante das Tropas Ferroviárias Russas, Coronel-General Grigory Kogatko. Praça das Catedrais, Kremlin, Moscou. 21 de fevereiro de 2002.

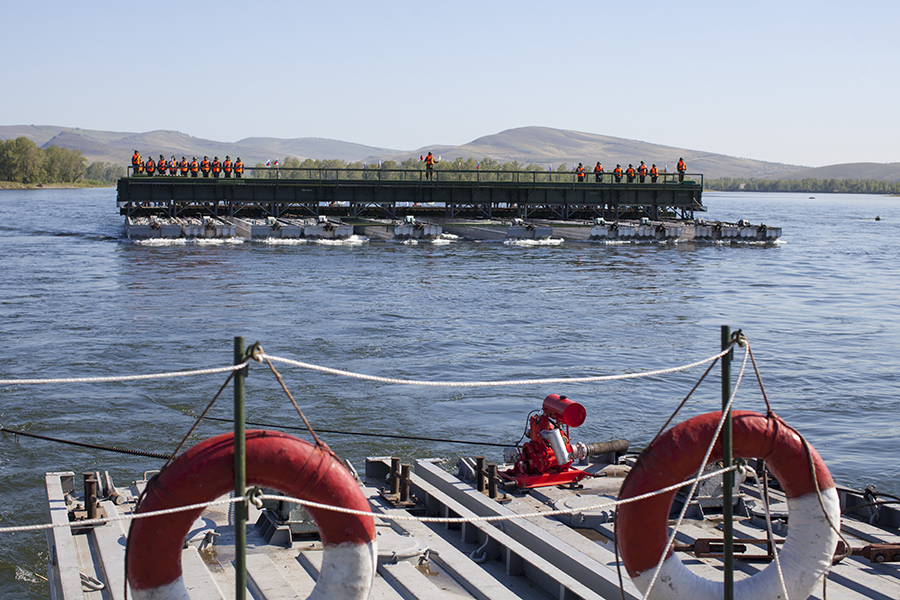
Ponte ferroviária flutuante NZhM-56.

Após a dissolução da URSS, as Tropas Ferroviárias da Federação da Rússia incorporaram quatro corpos ferroviários localizados em território russo, que existiram até 2010:
- 35.º Corpo Ferroviário (sede em Smolensk) — até junho de 1992 estava em Tynda, depois foi transferido para o distrito de Krasny Bor, em Smolensk, e em 1994, para o distrito industrial da mesma cidade;
- 76.º Corpo Ferroviário (sede em Volgogrado);
- 4.º Corpo Ferroviário (sede em Ecaterimburgo);
- 1.º Corpo Ferroviário (sede em Khabarovsk).

Em 2009, durante a reorganização da retaguarda das Forças Armadas Russas para o sistema de Apoio Técnico-Material (MTO), os quartéis-generais desses corpos deram origem a quatro comandos territoriais. Esses comandos passaram a controlar 10 brigadas de prontidão permanente:
- 7.º Comando Territorial (Smolensk)
  - 29.ª Brigada Ferroviária Independente de Varsóvia, unidade militar nº 33149 (Krasny Bor);
  - 34.ª Brigada Ferroviária Independente, unidade nº 01855 (Rybnoye);
  - 38.ª Brigada Ferroviária Independente, unidade nº 83497 (Iaroslavl).

- 8.º Comando Territorial (Volgogrado)
  - 37.ª Brigada Ferroviária Independente, unidade nº 51473 (Volgogrado);
  - 39.ª Brigada Ferroviária Independente, unidade nº 01228 (Querche e Timashyovsk);
  - 333.º Batalhão Ferroviário de Pontes Flutuantes Independente, unidade nº 21483 (Volgogrado).

- 6.º Comando Territorial (Ecaterimburgo)
  - 5.ª Brigada Ferroviária Independente de Poznań, unidade nº 01662 (Abakan);
  - 43.ª Brigada Ferroviária Independente, unidade nº 61207 (Ecaterimburgo);
    - 576.º Batalhão Ferroviário de Mecanização Independente (Kambarka);[30]

  - 48.ª Brigada Ferroviária Independente, unidade nº 55026 (Omsk).

- 5.º Comando Territorial (Khabarovsk)
  - 7.ª Brigada Ferroviária Independente, unidade nº 45505 (Komsomolsk-no-Amur);
  - 50.ª Brigada Ferroviária Independente, unidade nº 03415 (Svobodny);
  - 118.º Batalhão Ferroviário de Pontes Flutuantes Independente, unidade nº 29420 (Khabarovsk).[31]

## Instituições educacionais
Segue em funcionamento uma instituição de ensino militar superior responsável pela formação de oficiais para as Tropas Ferroviárias e os órgãos de comunicações militares, sucessora da Escola Militar Superior de Tropas Ferroviárias e de Comunicações Militares (ЛВУ ЖДВ и ВОСО):
- Desde 1 de janeiro de 1994 — Instituto Militar de Transporte das Tropas Ferroviárias e Comunicações Militares [VTI ZDV e VOSO];
- Desde 22 de outubro de 1997 — Universidade Militar de Transporte das Tropas Ferroviárias da Federação da Rússia \[VTU ZDV RF];
- Desde 1 de outubro de 2009 — Instituto Militar de Transporte das Tropas Ferroviárias e Comunicações Militares [VTI ZDV e VOSO] da Academia Militar de Retaguarda e Transporte General de Exército A. V. Khrulyov [VATT];[33]
- Desde 1 de julho de 2011 — Filial da Academia Militar de Retaguarda e Transporte General de Exército A. V. Khrulyov (São Petersburgo, distrito de Petrodvorets);[34]
- Desde 15 de março de 2012 — Instituto Militar (de Tropas Ferroviárias e Comunicações Militares) da Academia Militar de Retaguarda e Transporte General de Exército A. V. Khrulyov [VI (ZDV e VOSO) VATT];[35]
- Desde 21 de junho de 2012 — Instituto Militar (de Tropas Ferroviárias e Comunicações Militares) da Academia Militar de Apoio Técnico-Material General de Exército A. V. Khrulyov [VI (ZDV e VOSO) VA MTO].

A formação de especialistas militares de nível subalterno é realizada pelo 857.º Centro de Treinamento das Tropas Ferroviárias (unidade militar nº 11300), pelo 27.º Batalhão Ferroviário de Treinamento Independente e pelo 550.º Batalhão Ferroviário de Treinamento Independente.

## Comandantes das Tropas Ferroviárias

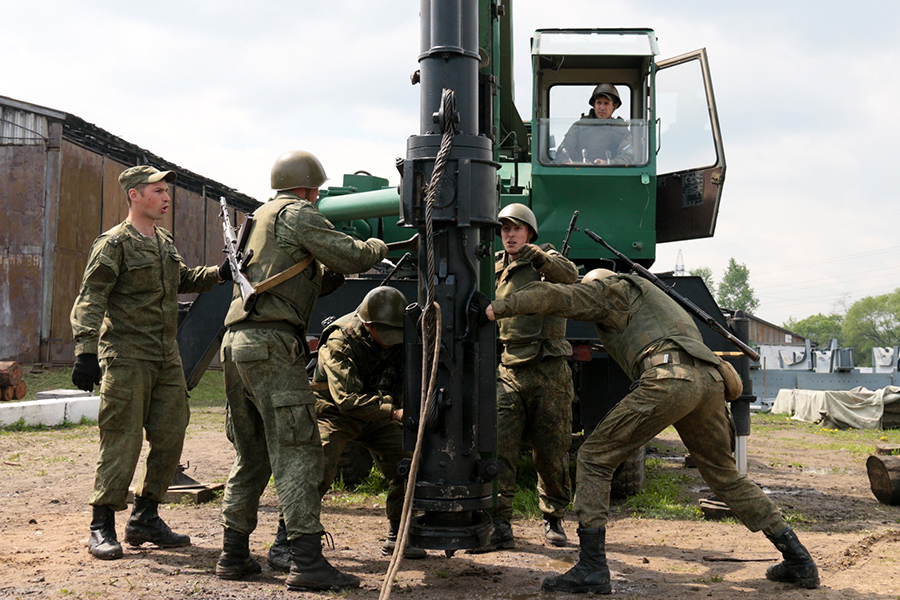
Unidade de bate-estacas do tipo UKA.

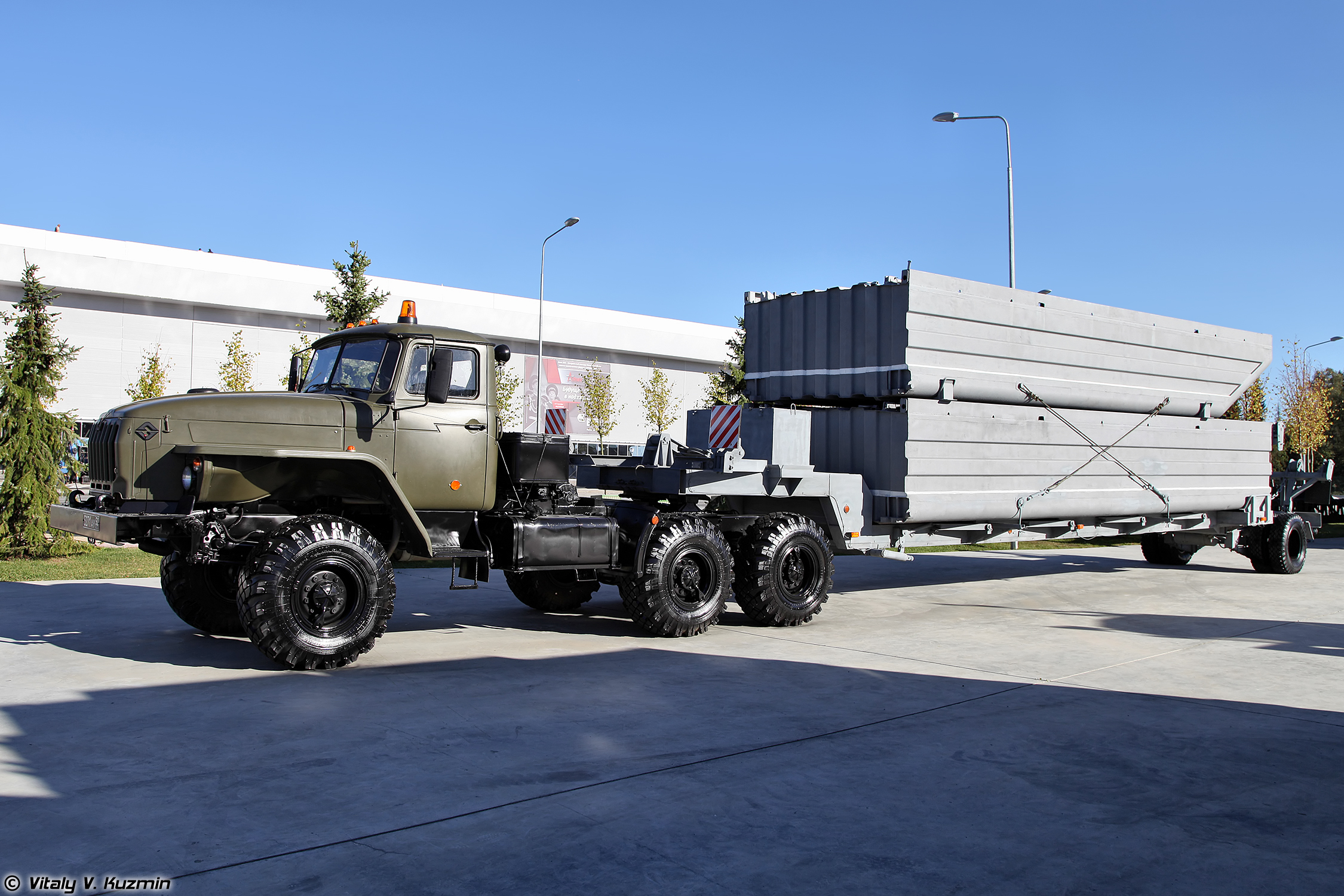
Caminhão com seções de pontões da ponte ferroviária flutuante NZhM-56.

- 1992-2008 ─ Coronel-General Grigory Kogatko
- 2008-2010 ─ Tenente-General Sergei Klimets
- desde 2010 ─ Chefe da Direção Principal do Chefe das Tropas Ferroviárias, Tenente-General Oleg Kosenkov

## Equipamento técnico
As tropas ferroviárias dispõem de complexos altamente produtivos de máquinas e ferramentas, bem como estruturas e dispositivos avançados para construção e restauração de ferrovias. Os complexos incluem:
- Lançadores de trilhos MoAZ-6442 [37] e outras máquinas ferroviárias como VPRM-600,[37] MMPM [37] e KPU-1 [38]
- Tratores de esteira/buldôzeres TM10.11 GST20 [39] e BS-1-12 [40]
- Unidade de parafusamento de estacas U3S-85 [40]
- Equipamentos de cravação de estacas (USA-2/2M) [40][41][41] e de perfuração com explosivos
- Guindastes ponte
- Guindastes automotivos KS-55729-7M [42] e KS-55729-5V [43]
- Escavadeiras EOV-4421, EOV-4422, EOV-3521, EOV-3523, EK-24 DM
- Unidades de bate-estacas UKA [44]
- Plataformas de perfuração sobre trator BTS-150B [45]
- Guindastes ferroviários
- Estação móvel de mergulho MVS [40]
- Plataforma flutuante de construção e montagem SMP-1 [40]
- Estruturas e suportes de vão desmontáveis
- Guindastes de console desmontáveis SRK-50 [46]
- Pontes-viadutos desmontáveis REM-500 [47] e IMZh-500 [48]
- Tratores dosadores TTD-1 e TTD-2
- Complexos móveis de reparo PRK-1M
- Oficina de manutenção e reparo técnico PM (TOR) [40]
- Trens de construção de via PB-3M [49]
- Conjuntos de veículos ANS-10U [50] e APS-1 [40]
- Empurrador autopropelido PST-1 [51]
- Equipamento especializado para pontes flutuantes NZhM-56 [52] e MLZh-VF-VT [53]
- Caminhões basculantes KamAZ-6522, caminhões de carga KamAZ-5350 e KamAZ-53501, cavalos-mecânicos KamAZ-54112 [54] e KamAZ-65116-010-62 [55]
- Hoppers dosadores VPM-770 [56]
- Trem blindado [57]